# 非法雇主与劳工虐待管理局
非法雇主与劳工虐待管理局（英語： / 简称：）是英国最重要的劳工剥削情报与调查机构。它的作用是与警察和国家犯罪调查局等其他执法机构合作，保护弱势和受剥削的工人，并瓦解和消除严重的有组织犯罪。

## 机构历史
非法雇主与劳工虐待管理局的前身“工头许可局（ / ）”于2005年4月1日依据《2004年工头证照法案》成立，该法案是在2004年莫克姆湾拾贝惨案发生后通过的。 该部门被赋予了防止在鲜活产品部门——农业、园艺、贝类采集以及所有相关的加工和包装产业——剥削工人的职责。
最初，该机构是隶属于环境、食品和乡村事务部，但从2014年4月9日开始转为内政部管理。时任英国首相卡梅伦在宣布这一消息时声称，此举将直接与国家犯罪调查局的大量资源并列，“加强其执法和情报能力”。